# Styrelsen for Statens Uddannelsesstøtte
Styrelsen for Statens Uddannelsesstøtte (tidligere blot SU-Styrelsen) var en dansk styrelse under Undervisningsministeriet, der sammen med de gymnasiale og videregående uddannelsesinstitutioner administrerede Statens Uddannelsesstøtte.
Styrelsen administrerede loven om Statens Uddannelsesstøtte og tildelte stipendier, studielån og slutlån til uddannelsessøgende over 18 år, der er indskrevet på en SU-berettiget uddannelse. Derudover administrerede styrelsen lov om statens voksenuddannelsesstøtte, tildelte specialpædagogisk støtte under videregående uddannelser, erhvervsuddannelser, frie grundskoler og (som forsøg) arbejdsmarkedsuddannelser. Endelig rådgav styrelsen ministeren og forbereder lovgivning på uddannelsesstøtteområdet.
Som følge af en strukturændring blev styrelsen nedlagt i marts 2011 og områderne blev overflyttet til Afdelingen for Uddannelsesstøtte under Uddannelsesstyrelsen.